# Une petite femme bien douce
Pour plus de détails, voir Fiche technique et Distribution.
Une petite femme bien douce (ou Une gentille petite femme) est un film muet français réalisé par Georges Denola, sorti en 1911.

## Fiche technique
- Titre : Une petite femme bien douce
- Titre alternatif : Une gentille petite femme
- Réalisation : Georges Denola
- Scénario : Mistinguett
- Photographie :
- Montage :
- Producteur :
- Société de production : Société cinématographique des auteurs et gens de lettres (S.C.A.G.L)
- Société de distribution :  Pathé Frères
- Pays d'origine :  France
- Langue : film muet avec les intertitres en français
- Format : Noir et blanc — 35 mm — 1,33:1 — Muet
- Genre : Comédie
- Métrage : 220 mètres
- Durée : 7 minutes
- Dates de sortie :
  -  France : 18 janvier 1911

## Distribution
- Mistinguett : Angélique Tompain
- Louis Boucot : Jules Tompain
- André Simon
- Renée Sylvaire
- Charles Lorrain
- Paul Fromet
- Paulette Lorsy
- Georges Flandre
- Édouard Delmy
- Grégoire
- Maggie Hélyane
- Acheray
- Madame L'Host
- Mademoiselle Lebrun